# Pierre Prat
Pierre Prat (né le 19 janvier 1930 à Camlez et mort le 13 mars 2014 à Carhaix-Plouguer) est un athlète français, spécialiste des courses de demi-fond.

## Biographie
Il remporte trois titres de champion de France du 3 000 mètres steeple, en 1952, 1953 et 1954.
Il participe aux Jeux olympiques d'été de 1952, à Helsinki, où il s'incline dès les séries du 3 000 m steeple.